# روبن كروغر
روبن كروغر (بالإنجليزية: Ruben Kruger) هو لاعب اتحاد الرغبي جنوب أفريقي، ولد في 30 مارس 1970 في الولاية الحرة في جنوب أفريقيا، وتوفي في 27 يناير 2010 في بريتوريا في جنوب أفريقيا.

## وصلات خارجية
- روبن كروغر عل موقع إسبنسكروم (الإنجليزية)
- روبن كروغر على موقع ItsRugby.co.uk (الإنجليزية)